# Coleophora maritimarum
Coleophora maritimarum is een vlinder uit de familie kokermotten (Coleophoridae). De wetenschappelijke naam is voor het eerst geldig gepubliceerd in 2004 door Giorgio Baldizzone.
De soort komt voor in Europa.